# Baltimore Ravens 2024
La stagione 2024 dei Baltimore Ravens è stata la 29ª della franchigia nella National Football League, la 17ª con John Harbaugh come capo-allenatore.

## Scelte nel Draft 2024
| Scelte dei Ravens nel Draft 2024 |        |                   |       |                |             |
| Giro                             | Scelta | Giocatore         | Ruolo | College        | Note        |
| 1                                | 30     | Nate Wiggins      | CB    | Clemson        |             |
| 2                                | 62     | Roger Rosengarten | OT    | Washington     |             |
| 3                                | 93     | Adisa Isaac       | OLB   | Penn State     |             |
| 4                                | 113    | Devontez Walker   | WR    | North Carolina | dai NY Jets |
| 4                                | 130    | T.J. Tampa        | CB    | Iowa State     |             |
| 5                                | 165    | Rasheen Ali       | RB    | Marshall       |             |
| 6                                | 218    | Devin Leary       | QB    | Kentucky       | dai NY Jets |
| 7                                | 228    | Nick Samac        | C     | Michigan State | dai NY Jets |
| 7                                | 250    | Sanoussi Kane     | S     | Purdue         |             |

## Roster
| Roster dei Baltimore Ravens |
| --- |
| Quarterback - 8 Lamar Jackson - 17 Josh Johnson Running Back - 26 Rasheen Ali - 22 Derrick Henry - 43 Justice Hill - 42 Patrick Ricard FB Wide Receiver - 15 Nelson Agholor - 7 Rashod Bateman - 4 Zay Flowers - 3 Deonte Harty - 81 Devontez Walker - 16 Tylan Wallace Tight End - 89 Mark Andrews - 88 Charlie Kolar - 80 Isaiah Likely Offensive Linemen - 71 Malaesala Aumavae–Laulu G - 66 Ben Cleveland G - 77 Daniel Faalele T - 74 Josh Jones T - 64 Tyler Linderbaum C - 65 Patrick Mekari T - 70 Roger Rosengarten T - 61 Nick Samac C - 79 Ronnie Stanley T - 72 Andrew Vorhees G Defensive Linemen - 98 Travis Jones DE - 92 Justin Madubuike DT - 58 Michael Pierce NT - 97 Brent Urban DE - 96 Broderick Washington Jr. DT Linebacker - 49 Chris Board ILB - 40 Malik Harrison ILB - 50 Adisa Isaac OLB - 90 David Ojabo OLB - 99 Odafe Oweh OLB - 95 Tavius Robinson OLB - 23 Trenton Simpson ILB - 0 Roquan Smith ILB - 53 Kyle Van Noy OLB Defensive Back - 5 Jalyn Armour-Davis CB - 24 Beau Brade SS - 14 Kyle Hamilton SS - 44 Marlon Humphrey CB - 39 Eddie Jackson FS - 28 Sanoussi Kane SS - 21 Brandon Stephens CB - 27 T.J. Tampa CB - 29 Ar'Darius Washington FS - 2 Nate Wiggins CB - 32 Marcus Williams FS Special Team - 46 Nick Moore LS - 11 Jordan Stout P - 9 Justin Tucker K Lista delle riserve - 59 Malik Hamm OLB (IR) - 56 Deion Jennings ILB (IR) - 45 Christian Matthew CB (IR) - 10 Arthur Maulet CB (IR-DRF) - 34 Keaton Mitchell RB (PUP) - 30 Trayvon Mullen CB (IR) - 86 Isaiah Washington WR (IR) - 36 Owen Wright RB (IR) Squadra di allenamento - 67 Corey Bullock T - 38 Chris Collier RB - 31 Bump Cooper Jr. CB - 12 Malik Cunningham WR - 76 Darrian Dalcourt G - 48 Joe Evans OLB - 25 Ka'dar Hollman CB - 83 Qadir Ismail TE - 33 John Kelly RB - 87 Keith Kirkwood WR - 13 Devin Leary QB - 6 Anthony Miller WR - 68 C.J. Ravenell DE - 51 Josh Ross ILB - 18 Dayton Wade WR Roster aggiornato al 29 agosto 2024 53 attivi, 7 inattivi, 15 nella squadra di allenamento |
| Legenda - I rookie sono in corsivo. - Il primo ruolo è il principale mentre gli eventuali successivi indicano i ruoli secondari. - (IR) sta per Injured Reserve ed indica la lista ristretta per un solo giocatore infortunato che può tornare ad allenarsi dopo la settimana 6 e a rientrare in prima squadra dopo che questa ha giocato 8 partite. - (NF-Inj.) / (NF-Ill.) stanno rispettivamente per Non-Football Injured e Non-Football Illness ed indicano le liste dove viene inserito un giocatore che ha un infortunio o una malattia non dipendente dal football americano. - (PUP) sta per Physically Unable to Perform ed indica la lista dove viene inserito un giocatore mentre è in attesa di recuperare la condizione fisica. Nella stagione regolare dopo la sesta partita giocata dalla propria squadra, il giocatore ha tempo tre settimane per riprendere ad allenarsi, più tre settimane aggiuntive dal suo rientro agli allenamenti per rientrare in prima squadra. |

## Precampionato
Le gare del precampionato furono annunciate insieme al calendario della stagione regolare.
| Stagione regolare |           |            |                     |           |        |                  |               |         |
| Settimana         | Data      | Ora (ET)   | Avversario          | Risultato | Record | Stadio           | TV            | Sintesi |
| 1                 | 9 agosto  | 7:30 p.m.  | Philadelphia Eagles | S 13-16   | 0-1    | M&T Bank Stadium | WMAR-TV (ABC) | Sintesi |
| 2                 | 17 agosto | 12:00 p.m. | Atlanta Falcons     | V 13-12   | 1-1    | M&T Bank Stadium | WMAR-TV (ABC) | Sintesi |
| 3                 | 24 agosto | 1:00 p.m.  | @ Green Bay Packers | S 7-30    | 1-2    | Lambeau Field    | WMAR-TV (ABC) | Sintesi |

## Stagione regolare

### Calendario
Il 15 maggio 2024 fu annunciato il calendario della stagione regolare. I Ravens giocarono la partita inaugurale della stagione, l'NFL Kickoff Game, contro i Kansas City Chiefs vincitori del Super Bowl LVIII. Data e orario della gara di settimana 18 furono definiti il 29 dicembre, subito dopo lo svolgimento del diciassettesimo turno.
| Stagione regolare |                    |                    |                            |                    |                    |                       |                    |                    |
| Settimana         | Data               | Ora (ET)           | Avversario                 | Risultato          | Record             | Stadio                | TV                 | Sintesi            |
| 1                 | 5 settembre        | 8:20 p.m.          | @ Kansas City Chiefs (K)   | S 20-27            | 0-1                | Arrowhead Stadium     | NBC                | Sintesi            |
| 2                 | 15 settembre       | 1:00 p.m.          | Las Vegas Raiders          | S 23-26            | 0-2                | M&T Bank Stadium      | CBS                | Sintesi            |
| 3                 | 22 settembre       | 4:25 p.m.          | @ Dallas Cowboys           | V 28-25            | 1-2                | AT&T Stadium          | Fox                | Sintesi            |
| 4                 | 29 settembre       | 8:20 p.m.          | Buffalo Bills (S)          | V 35-10            | 2-2                | M&T Bank Stadium      | NBC                | Sintesi            |
| 5                 | 6 ottobre          | 1:00 p.m.          | @ Cincinnati Bengals       | V 41-38 (DTS)      | 3-2                | Paycor Stadium        | CBS                | Sintesi            |
| 6                 | 13 ottobre         | 1:00 p.m.          | Washington Commanders      | V 30-23            | 4-2                | M&T Bank Stadium      | CBS                | Sintesi            |
| 7                 | 21 ottobre         | 8:15 p.m.          | @ Tampa Bay Buccaneers (M) | V:41-31            | 5-2                | Raymond James Stadium | ESPN               | Sintesi            |
| 8                 | 27 ottobre         | 1:00 p.m.          | @ Cleveland Browns         | S 24-29            | 5-3                | Huntington Bank Field | CBS                | Sintesi            |
| 9                 | 3 novembre         | 1:00 p.m.          | Denver Broncos             | V 41-10            | 6-3                | M&T Bank Stadium      | CBS                | Sintesi            |
| 10                | 7 novembre         | 8:15 p.m.          | Cincinnati Bengals (T)     | V 35-34            | 7-3                | M&T Bank Stadium      | Prime Video        | Sintesi            |
| 11                | 17 novembre        | 1.00 p.m.          | @ Pittsburgh Steelers      | S 16-18            | 7-4                | Acrisure Stadium      | CBS                | Sintesi            |
| 12                | 25 novembre        | 8:15 p.m.          | @ Los Angeles Chargers (M) | V 30-23            | 8-4                | SoFi Stadium          | ESPN               | Sintesi            |
| 13                | 1º dicembre        | 4:25 p.m.          | Philadelphia Eagles        | S 19-24            | 8-5                | M&T Bank Stadium      | CBS                | Sintesi            |
| 14                | Settimana di pausa | Settimana di pausa | Settimana di pausa         | Settimana di pausa | Settimana di pausa | Settimana di pausa    | Settimana di pausa | Settimana di pausa |
| 15                | 15 dicembre        | 1:00 p.m.          | @ New York Giants          | V 35-14            | 9-5                | MetLife Stadium       | CBS                | Sintesi            |
| 16                | 21 dicembre        | 4:30 p.m.          | Pittsburgh Steelers        | V 34-17            | 10-5               | M&T Bank Stadium      | Fox                | Sintesi            |
| 17                | 25 dicembre        | 4:30 p.m.          | @ Houston Texans           | V 31-2             | 11-5               | NRG Stadium           | Netflix            | Sintesi            |
| 18                | 4 gennaio          | 4:30 p.m.          | Cleveland Browns           | V 35-10            | 12-5               | M&T Bank Stadium      | ESPN/ABC           | Sintesi            |

Note:
- Gli avversari della propria division sono in grassetto.
- Il simbolo "@" indica una partita giocata in trasferta.
- (K) indica il Kickoff Game, (M) il Monday Night Football, (T) il Thursday Night Football e (S) il Sunday Night Football.

## Play-off
Al termine della stagione regolare i Ravens arrivarono primi nella AFC North con un record di 12 vittorie e 5 sconfitte, qualificandosi ai play-off come testa di serie (seed) numero 3. Con la vittoria nella gara delle Wild card su Pittsburgh avanzarono al turno dei Divisional play-off dove furono sconfitti da Buffalo.
| Play-off   |            |           |                         |           |        |                  |                |         |
| Turno      | Data       | Ora (ET)  | Avversario (seed)       | Risultato | Record | Stadio           | TV             | Sintesi |
| Wild Card  | 11 gennaio | 8:00 p.m. | Pittsburgh Steelers (6) | V 28-14   | 1-0    | M&T Bank Stadium | Prime Video    | Sintesi |
| Divisional | 19 gennaio | 6:30 p.m. | @ Buffalo Bills (2)     | S 25-27   | 1-1    | Highmark Stadium | CBS/Paramount+ | Sintesi |

## Premi

### Premi settimanali e mensili
- Derrick Henry:

giocatore offensivo della AFC della settimana 4
running back della settimana 4
giocatore offensivo della AFC della settimana 6
- Kyle Van Noy:

difensore della AFC del mese di settembre
- Lamar Jackson:

giocatore offensivo della AFC della settimana 5
giocatore offensivo della AFC della settimana 7
giocatore offensivo della AFC del mese di ottobre
giocatore offensivo della AFC della settimana 10